# Бреєшть (комуна, Ботошань)
Бреєшть, Бреєшті (рум. Brăești) — комуна у повіті Ботошані в Румунії. До складу комуни входять такі села (дані про населення за 2002 рік):
- Бреєшть (1361 особа) — адміністративний центр комуни
- Вилчелеле (61 особа)
- Попень (301 особа)
- Пояна (508 осіб)

Комуна розташована на відстані 381 км на північ від Бухареста, 19 км на північний захід від Ботошань, 115 км на північний захід від Ясс.

## Населення
За даними перепису населення 2002 року у комуні проживала 2231 особа, усі — румуни. Усі жителі комуни рідною мовою назвали румунську.
Склад населення комуни за віросповіданням:
| Релігія       | Кількість осіб | Відсоток |
| ------------- | -------------- | -------- |
| православні   | 2207           | 98,9%    |
| п'ятдесятники | 13             | 0,6%     |
| адвентисти    | 6              | 0,3%     |
| баптисти      | 3              | 0,1%     |
| реформати     | 1              | < 0,1%   |
| бретрени      | 1              | < 0,1%   |

## Зовнішні посилання
- Дані про комуну Бреєшть на сайті Ghidul Primăriilor [Архівовано 28 червня 2009 у Wayback Machine.]